# Robert Descharnes
Robert P. Descharnes (Nevers, 1 de gener de 1926 – Indre i Loira, 15 de febrer de 2014) fou un fotògraf i assagista francès, i un dels principals biògrafs de Salvador Dalí, sobre qui va publicar nombrosos llibres de referència.
El 1950 va conèixer Salvador Dalí i la seva esposa Gala, que li presentà el pintor Georges Mathieu durant un viatge en vaixell als Estats Units. A partir d'aquesta trobada va començar una estreta col·laboració entre tots dos, especialment relacionada amb el projecte cinematogràfic titulat La aventura prodigiosa de la encajera y el rinoceronte, de la qual va quedar un cru de cinc hores de durada, mai editat. Pensada per ambdós com la primera pel·lícula creada mitjançant el mètode paranoicocrític, relacionava l'obsessió del pintor amb el quadre La puntaire (1669 – 1670), de Johannes Vermeer de Delft, i els rinoceronts.
Se'n conserven uns 60.000 negatius que retraten l'excentricitat i la quotidianitat de Dalí. Durant molt de temps va ser responsable de la protecció de l'obra del pintor, que era víctima d'innombrables falsificacions arreu del món. El 1986, Dalí va cedir els drets de la seva obra a la societat Demart Pro Arte BV, dirigida per Descharnes, fins a l'any 2004. Al seu torn, en el seu testament va establir com a únic hereu l'Estat espanyol. Això va portar a un litigi entre la societat Deamart, l'Estat espanyol i la Fundació Gala-Salvador Dalí. Descharnes va mantenir els seus drets en diferents països de món, encara que mai a Espanya, fins al 2004.
El 15 de desembre de 2011, el Ministeri de Cultura i Comunicació de França el va nomenar Cavaller de les Arts i les Lletres.

## Obra publicada
- Villalonga (Juventud, 1971)
- Dalí, la obra y el hombre (Tusquets, 1984)
- Dalí, pensaments i anècdotes (La Campana, 1997)
- Dalí (Ibercaja, 2006)
- Salvador Dalí, la obra pictórica, amb Gilles Néret (Taschen, 2007)
- Dalí de Cadaqués (Fuenlabrada, 2008)
- Diario de un genio (Tusquets, 2009)